# نائوشیکا از دره باد (مانگا)
نائوشیکا از دره باد (به انگلیسی: Nausicaä of the Valley of the Wind) یک مجموعه مانگا ژاپنی است که توسط هایائو میازاکی نوشته و تصویرگری شده‌است. داستان دربارهٔ نائوشیکا، یک شاهزاده خانم است که طی تهدید فاجعه زیست‌محیطی، درگیر جنگ بین پادشاهان می‌شود.
مانگا از فوریه ۱۹۸۲ تا مارس ۱۹۹۴ به‌طور متناوب سریال سازی شد و بخش‌های جداگانه توسط توکوما شوتن در هفت جلد تانکوبون جمع‌آوری و منتشر شد. این مجموعه با ترجمه انگلیسی در آمریکای شمالی توسط ویز مدیا از سال ۱۹۸۸ تا ۱۹۹۶ به عنوان مجموعه ای از ۲۷ شماره کتاب مصور منتشر شد.
از زمان سریال سازی اولیه، نائوشیکا موفقیت تجاری پیدا کرد و در ژاپن که این مجموعه بیش از ۱۷ میلیون نسخه فروش داشت. مانگا و اقتباس نائوشیکا از دره باد در ۱۹۸۴، به کارگردانی میازاکی و سریال سازی شانزده فصل اول مانگا، به دلیل شخصیت‌ها، مضامین و هنر آن مورد تحسین جهانی منتقدان و پژوهشگران قرار گرفت.